# گمینا اوسترووک (استان ووتسکی)
گمینا اوسترووک (استان ووتسکی) (به لهستانی:  Gmina Ostrówek) یک گمینا در لهستان است که در شهرستان ویلون واقع شده‌است. گمینا اوسترووک ۱۰۱٫۶ کیلومتر مربع مساحت و ۴٬۶۴۲ نفر جمعیت دارد.